# Avraham Shapira
Avraham Elkanah Kahana Shapira (hébreu : אברהם אלקנה כהנא שפירא), Jérusalem, vers 1910 - 27 septembre 2007, est une figure importante du sionisme religieux. Il dirige le tribunal rabbinique de Jérusalem et est membre puis chef du Grand tribunal rabbinique. De 1983 à 1993 il est aussi grand-rabbin ashkénaze d'Israël. Il occupe le poste de rosh yeshiva de Mercaz HaRav à Jérusalem à partir de 1982, date de la mort de Zvi Yehouda Kook. Son fils Yaakov Shapira lui succède à cette fonction.
Avraham Shapira est né dans une famille jérusalemite ; son père est le rabbin Shlomo Zalman Shapira. Il étudie dans sa jeunesse à la Yechiva Etz Haïm de Jérusalem puis à la Yechiva de Hébron où il a pour maîtres les rabbins Moshe Mordechai Epstein et Yechezkel Sarna. Après son mariage, il est invité à rejoindre la yechiva Merkaz HaRav et y reste jusqu'à la fin de sa vie.
Le Rav Shapira réussit à établir dès son jeune âge des liens avec des rabbins influents tels le Hazon Ish, le Rav Zvi Pessah Frank, le Rav Yitzhak Zev Soloveitchik et le Rav Isser Zalman Meltzer, avec lesquels il correspond durant de nombreuses années. Ces échanges épistolaires sont réunis dans le livre Even haEzel.
En 1956 il est coopté au sein du Beth din de Jérusalem par le grand-rabbin Yitzhak HaLevi Herzog. En 1971, il est choisi comme Av Beth Din et en 1983 devient grand-rabbin d'Israël.
Lors des accords d'Oslo, le Rav Shapira est l'un des fondateurs d'une organisation qui déclare que rendre des morceaux de la terre d'Israël aux Gentils même dans le cadre d'un accord de paix entre en contradiction avec la Halakha et est de ce fait interdit. Lors d'une déclaration controversée, Avraham Shapira demande aux soldats, conjointement aux rabbins Moshe Zvi Neria et Shaul Yisraeli, de ne pas obéir aux ordres leur intimant de rétrocéder du territoire. Plus tard, lors de la finalisation du plan israélien de désengagement, il appelle de nouveau les soldats à refuser de participer à l'exécution d'un plan qui menait à l'expulsion de Juifs de leur maison et qui équivalait à donner une partie de la terre d'Israël.
Avraham Shapira décède le premier jour de la fête juive de Souccot en 2007,. Lors de la fête de Roch Hachana, deux semaines auparavant, c'est en chaise roulante qu'il se rend à la synagogue. Quelques jours après, il est hospitalisé et sa santé se dégrade jusqu'à sa mort.
Des dizaines de milliers de personnes prennent part à son cortège funèbre le 28 septembre, la veille du chabbat. Le cortège démarre à la yechiva Mercaz HaRav, se frayant un chemin dans les rues de Jérusalem jusqu'au site originel de la yechiva, dans le quartier de Gueoula, et s'achève sur le mont des Oliviers où Avraham Shapira est enterré.